# Моренвајс
Моренвајс (њем. Moorenweis) општина је у њемачкој савезној држави Баварска. Једно је од 23 општинска средишта округа Фирстенфелдбрук. Према процјени из 2010. у општини је живјело 3.796 становника. Посједује регионалну шифру (AGS) 9179138.

## Географски и демографски подаци
Моренвајс се налази у савезној држави Баварска у округу Фирстенфелдбрук. Општина се налази на надморској висини од 550–595 метара. Површина општине износи 45,4 km². У самом мјесту је, према процјени из 2010. године, живјело 3.796 становника. Просјечна густина становништва износи 84 становника/km².